# 陸前高田市立第一中学校
陸前高田市立第一中学校（りくぜんたかたしりつ だいいちちゅうがっこう）は、岩手県陸前高田市高田町にあった公立中学校。略称は「一中」。

## 概要
陸前高田市中心部を校区とする中学校である。1965年に高田中学校と竹駒中学校が統合して開校した。1966年には下矢作中学校を統合し、2011年には矢作中学校を、
2016年には横田中学校を統合している。

## 沿革
- 1965年（昭和40年）4月1日 - 高田中学校・竹駒中学校を統合し、陸前高田市立第一中学校開校
- 1966年（昭和41年）4月1日 - 下矢作中学校を統合
- 2011年（平成23年）3月11日 - 東北地方太平洋沖地震（東日本大震災）発生
- 2011年（平成23年）4月1日 - 矢作中学校を統合
- 2016年（平成28年）4月1日 - 横田中学校を統合
- 2018年（平成30年）
  - 3月31日 - 陸前高田市立第一中学校を閉校 
  - 4月1日 - 第一中学校と気仙中学校が統合し、高田第一中学校が開校。

## 東日本大震災の影響
陸前高田市は2011年3月11日に発生した東北地方太平洋沖地震（東日本大震災）の津波で市街地の約7割が壊滅する被害を受けた。
しかし、第一中学校は高台にある立地条件が幸いし、津波の被害は免れた。そのため、第一中学校の校舎や体育館は被災者の避難所（市内最大）となった。仮設住宅の建設は津波再来の危険性や用地不足などの影響により、阪神・淡路大震災の時よりも遅れたとされているが、第一中学校のグラウンドでは仮設住宅が被災地で最も早く着工された。仮設住宅36戸に対し1160世帯が入居を希望したため抽選が行われ、4月9日から入居を開始した。
震災の影響で2011年度の始業は4月22日までずれ込んだため、夏休みは8月6日から17日までとなった。
- 3月11日 - 東日本大震災発生。避難所となる。
- 3月14日 - 電気が一部復旧[7]。
- 3月17日 - auの携帯電話が使用可能となる[7]。
- 3月19日 - NTTドコモ基地局が開設。東日本大震災の被災者向けの仮設住宅約200戸をグラウンドに建設開始[3]
- 3月25日 - 第一中学校に建設される仮設住宅の入居説明会を開催[8]
- 3月27日 - 自衛隊のマイクロバスによる入浴・洗濯サービスを開始[9]
- 3月31日 - 3年生に卒業証書を授与（3年生のみ出席）。1、2年生の登校日とする[10][11]
- 4月1日 - 第一中学校の仮設住宅が完成[12]
- 4月3日 - 第一中学校の仮設住宅を報道陣に公開[13]
- 4月5日 - 第一中学校の仮設住宅に入居する住民の抽選を市長が実施[13][14][4]、
- 4月8日 - 第一中学校の仮設住宅の入居説明会を開催[15]
- 4月9日 - 第一中学校の仮設住宅への被災住民の入居開始[16][5]
- 4月22日 - 自校舎を使用して2011年度を始業[17]
- 4月23日 - 陸前高田市立矢作小学校にて入学式を挙行[17]
- 8月4日 - 1学期が終業[6]
- 8月18日 - 2学期を始業[6]

## 主な校区
- 陸前高田市立高田小学校
- 陸前高田市立竹駒小学校
- 陸前高田市立矢作小学校

## 交通アクセス
- JR大船渡線BRT 陸前高田駅下車 北へ約1.3km